# Gran Banco de Chagos
El Gran Banco de Chagos (en inglés: Great Chagos Bank) se localiza en el archipiélago de Chagos en el Territorio Británico del Océano Índico, a unos 500 km (310 millas) al sur de las Maldivas, siendo la estructura de atolón más grande del mundo, con una superficie total de 12.642 km² (4.881 millas cuadradas). El atolón es administrado por el Reino Unido.
A pesar de su enorme tamaño, el Gran Banco de Chagos es en gran parte una estructura submarina. Sólo hay cuatro arrecifes emergentes, en su mayoría situados en el borde occidental del atolón, excepto la solitaria isla Nelson que se encuentra totalmente aislada en el medio de la franja norte. Estos arrecifes tienen siete u ocho islas bajas y arenosas individuales, con una superficie total de 5,6 km² (2,2 millas cuadradas).